# Kryptopterus cheveyi
Kryptopterus cheveyi är en fiskart som beskrevs av Durand, 1940. Kryptopterus cheveyi ingår i släktet Kryptopterus och familjen malfiskar. IUCN kategoriserar arten globalt som otillräckligt studerad. Inga underarter finns listade i Catalogue of Life.